# グロスター郡 (ニューブランズウィック州)
グロスター郡（グロスターぐん、英語：Gloucester County、仏語：Comté de Gloucester）は、カナダのニューブランズウィック州北東部に位置する郡。主要産業は漁業、鉱業、林業。郡東部はアカディア文化で知られる。1967年の郡制廃止以前にはバサーストに郡役場が置かれていた。

## 行政区分
グロスター郡には1市6町11村がある。また10の小教区に分かれる。

### 主な市町村
- バサースト